# Lego Star Wars: The Video Game
Lego Star Wars: The Video Game (англ. Лего Зоряні війни: Відеогра) — це тематично-пригодницька відеогра Lego, заснована на лінійці іграшок Lego Star Wars, перша у серії Lego Star Wars, що розроблена Traveller's Tales, що розробили всі майбутні ігри Lego. Гра була вперше випущена 29 березня 2005 року і є адаптацією приквелів Зоряних війн: Прихованої загрози (1999), Атаки клонів (2002) та Помсти ситхів (2005) та з бонусним рівнем з Нової надії (1977).
Гра була розроблена Traveller's Tales для консолей Microsoft Xbox, Sony PlayStation 2 та персональних комп'ютерів Microsoft Windows. Ці версії були опубліковані в березні 2005 року. Версія для Mac, розроблена Aspyr, була випущена в серпні 2005 року. Версія для Nintendo GameCube була випущена 25 жовтня 2005 року. Усі версії були опубліковані Eidos Interactive та Giant Interactive Entertainment з ліцензією LucasArts.

## Ігровий процес
Ігровий процес у Lego Star Wars орієнтований на сімейну гру. На кожному рівні є певний набір персонажів, заснованих на сценах з кожного з фільмів, ними можуть керувати до двох гравців, використовуючи різні здібності. Підійшовши до іншого персонажа у команді, гравець може переключитися на управління цим персонажем;  це необхідно для того, щоб використовувати здібності іншого персонажа для виконання певних загадок. Невеликі деталі, схожі на монетки, служать грошовою одиницею гри, їх можна збирати на рівнях, розбивати або використовувати Силу на певні предмети або перемагаючи ворогів.  Гравці також мають здоров'я, що складається з чотирьох сердець.  Коли гравець втрачає всі свої серця, персонаж розбивається на частини та втрачає монети. Їх можна витратити на розблокування нових персонажів, підказок та бонусів.  Окремі рівні гри мають елементи управління космічними кораблями, що літають на плоскій площині.  Також є кілька мінінаборів, захованих на кожному рівні, які поєднуються для створення транспортногого засобу.
Коли гравець вперше розпочинає гру, він повинен спочатку пройти главу I "Переговори".  Однак, після завершення, гравець може відтворити будь-які розблоковані рівні з двох інших фільмів у бажаному порядку.
Завершення всіх рівнів гри з максимальною кількістю монет розблокує додаткову главу, засновану на сцені початку Нової надії, в якій представлений прототип Дарта Вейдера, який використовує бойовий стиль Енекіна, і прототип штурмовиків, ситлі яких ідентичні клонам (обидва вони перероблені в наступній грі).
Фонова музика – та сама, яка використовується у фільмах «Зоряні війни», але оскільки гра вийшла  раніше ніж саундтрек Епізоду III, для рівнів цього фільму була використана музика з оригінальної трилогії (1977, 1980 та 1983). У The Complete Saga ці треки пізніше будуть видалені та замінені на записи з Епізоду III.

### Персонажі
Lego Star Wars містить 56 персонажів у версіях GameCube, PS2, Xbox та ПК. У грі є велика різноманітність персонажів, деякі розблокуються після проходження рівня, а деякі потрібно купувати на монети.  Персонажі поділяються на групи за певними вміннями.  Наприклад, джедаї та ситхи можуть двічі стрибати, користуватися світловими мечами та контролювати Силу, яку вони можуть використовувати для активації або підняття предметів Лего або перемоги над певними ворогами. У Дарта Мола є двоклинковий світловий меч, що збільшує його захист від лазерного вогню. Джа-Джа Бінкс, Генерал Грівус та його охоронець мають супер-стрибок, який дозволяє їм досягти перешкод, до яких не можуть дістатися інші персонажі.  Такі персонажі, як Падме Амідала та клони, що маютьуть бластери, мають здатність хапатися гаком, щоб дістатися до вищих місць.  Дроїди без зброї можуть подорожувати грою, не будучи атакованими ворожими персонажами. Протокольні дроїди та астромеханіки можуть відкривати спеціальні двері.  Такі персонажі, як Боба Фетт та Юний Енекін, можуть пролізти у вузькі місця.
Розблоковані персонажі можуть бути імпортовані в продовження гри, Lego Star Wars II: The Original Trilogy, що коштує 250 000 лего-монет.
Оскільки гра заснована на трилогії приквелів (1999, 2002, 2005), Люка Скайвокера,  Хана Соло, Ландо Калріссіана та інших персонажів з оригінальної трилогії (1977, 1980 та 1983) немає, а з'являються вони у продовженні Lego Star Wars II: The Original Trilogy.  Однак, якщо гравець розблокує останній рівень (попередній перегляд епізоду 4), то Дарт Вейдер, штурмовик, боєць повстанців та принцеса Лея стають доступними. Герої оригінальної трилогії  Чубакка, Обі-Ван Кенобі, Йода, C-3PO та R2-D2 є в грі, оскільки вони також з'являються в трилогії приквелів.

### Вільна гра
Після того, як в режимі історії буде пройдено, гравець може знову пройти цей рівень у режимі вільної гри.  У цьому режимі гравці можуть вибрати будь-якого персонажа, недоступного  у режимі історії, та отримати приховані бонуси.  У цьому режимі не відображається жодної сцени історії.

## Розробка
У 2003 році Traveller's Tales розпочали роботу над грою за допомогою Lego Interactive, що також опублікувала гру.  Після того, як Lego Group покинула ігрову індустрію та закрила Lego Interactive у 2004 році, невелика команда колишніх співробітників Lego Interactive заснували власну видавничу компанію Giant Interactive Entertainment та отримали право публікувати всі майбутні ігри Lego, включаючи Lego Зоряні війни. Після величезного успіху гри Traveller's Tales придбали «Giant» і перейменували компанію у «TT Games Publishing».

## Оцінки
| Агрегатор  | Оцінка | Оцінка | Оцінка | Оцінка | Оцінка |
| Агрегатор  | GBA    | GC     | PC     | PS2    | XBOX   |
| ---------- | ------ | ------ | ------ | ------ | ------ |
| Metacritic | 75/100 | 79/100 | 77/100 | 78/100 | 76/100 |

| Видання                            | Оцінка | Оцінка | Оцінка | Оцінка | Оцінка |
| Видання                            | GBA    | GC     | PC     | PS2    | XBOX   |
| ---------------------------------- | ------ | ------ | ------ | ------ | ------ |
| Game Informer                      | Н/Д    | 7.5/10 | Н/Д    | 7.5/10 | 7.5/10 |
| GameSpot                           | 7.5/10 | 7.6/10 | 7.6/10 | 7.6/10 | 7.6/10 |
| GameSpy                            | Н/Д    | 4.5/5  | 4.5/5  | 4.5/5  | 4.5/5  |
| IGN                                | 8/10   | 8/10   | 7.8/10 | 8/10   | 8/10   |
| Nintendo Power                     | 6.4/10 | 6.5/10 | Н/Д    | Н/Д    | Н/Д    |
| Official U.S. PlayStation Magazine | Н/Д    | Н/Д    | Н/Д    | 80/100 | Н/Д    |
| PlayStation: The Official Magazine | Н/Д    | Н/Д    | Н/Д    | 70/100 | Н/Д    |